# Norheim
Norheim là một đô thị thuộc huyện Bad Kreuznach trong bang Rheinland-Pfalz, phía tây nước Đức. Đô thị Norheim có diện tích 3,15 km², dân số thời điểm ngày 31 tháng 12 năm 2006 là 1406 người.